# 西尔万·迪利尔
西尔万·迪利尔（德語：Silvan Dillier，1990年8月3日—），瑞士男子自行车运动员，2014年世界公路自行车锦标赛男子团体计时赛金牌得主、2015年世界公路自行车锦标赛男子团体计时赛金牌得主、2017年世界公路自行车锦标赛男子团体计时赛银牌得主。